# Krukow (Kuckssee)
Krukow ist ein Ortsteil der Gemeinde Kuckssee im Landkreis Mecklenburgische Seenplatte in Mecklenburg-Vorpommern.

## Geografie und Verkehr
Krukow liegt in einer von der Eiszeit geprägten hügeligen Landschaft. Im Gemeindegebiet befindet sich das Vogelschutzgebiet am Malliner See. Der Ort liegt ungefähr zehn Kilometer südwestlich von Neubrandenburg und drei Kilometer nordöstlich von Penzlin an der Bundesstraße 192.

## Geschichte
Das Dorf entstand aus einer slawischen Siedlung. Der Ortsname könnte von Kruku (Rabe) abgeleitet sein und „Rabenort“ oder auch „Ort des Kruk“ bedeuten. Urkunden belegen, dass das „Rabendorf“ bereits 1170 zu den Dörfern des Klosters Broda zählte. Es gab Bauern und einen Dorfschulzen. Das Gut befand sich im Besitz der Familien von Kargow, von Bardenfleth, von Maltzan, von Kospoth und von 1775 an wieder der Maltzans. 1702 erhielt ein Verwandter der Maltzans, Gustav Friedrich von Walsleben, den Lehnbesitz über die Dörfer Krukow und Lübkow, den er 1725 wieder verkaufen musste.
Nach 1775 ging das Gut an die Maltzans zurück. Deren Ahnenreihe geht von hier über Joseph von Maltzan, Freiherr zu Wartenberg und Penzlin (1735–1805), dessen zweiten Sohn Ferdinand von Maltzan, Erblandmarschall zu Wenden (1778–1849) weiter. Er gründete einen Fideikommiss, samt Krukow, um so seine Besitzungen zusammenzuhalten. Nächster Grundbesitzer war wiederum dessen zweiter Sohn Adolf (1805–1834) und den gleichnamigen Sohn Adolf Friedrich (1835–1894) auf Krukow und Wustrow. Den beiden letztgenannten ist auch das um 1850 erbaute, respektive vollendete, Gutshaus im Stil der Neogotik zuzuschreiben. Letzter Vertreter des bekannten Adelsgeschlechts in Krukow war der vierte Sohn des Bauherrn, Christian (1869–1946). Er musste das Gut 1932 nach Überlieferungen der Familienchronik verkaufen. Gut Krukow hatte zuletzt einen Umfang von 716,8 ha, die Fischerei war verpachtet an Johs. Scheuer. Vormals wurde nach dem letztmals für Mecklenburg veröffentlichten amtlichen Landwirtschaftlichen Adressbuch hauptsächlich eine große Schafszucht betrieben.
1938 gab es keine Begüterung mehr, die 713 Hektar des Gutes wurden 1933 in 29 Erbhöfe aufgesiedelt. Damals lebten 105 Einwohner in Krukow.
Am 1. Januar 2012 fusionierten die vormals eigenständigen Gemeinden Krukow, Lapitz und Puchow zur Gemeinde Kuckssee.

## Kultur und Sehenswürdigkeiten

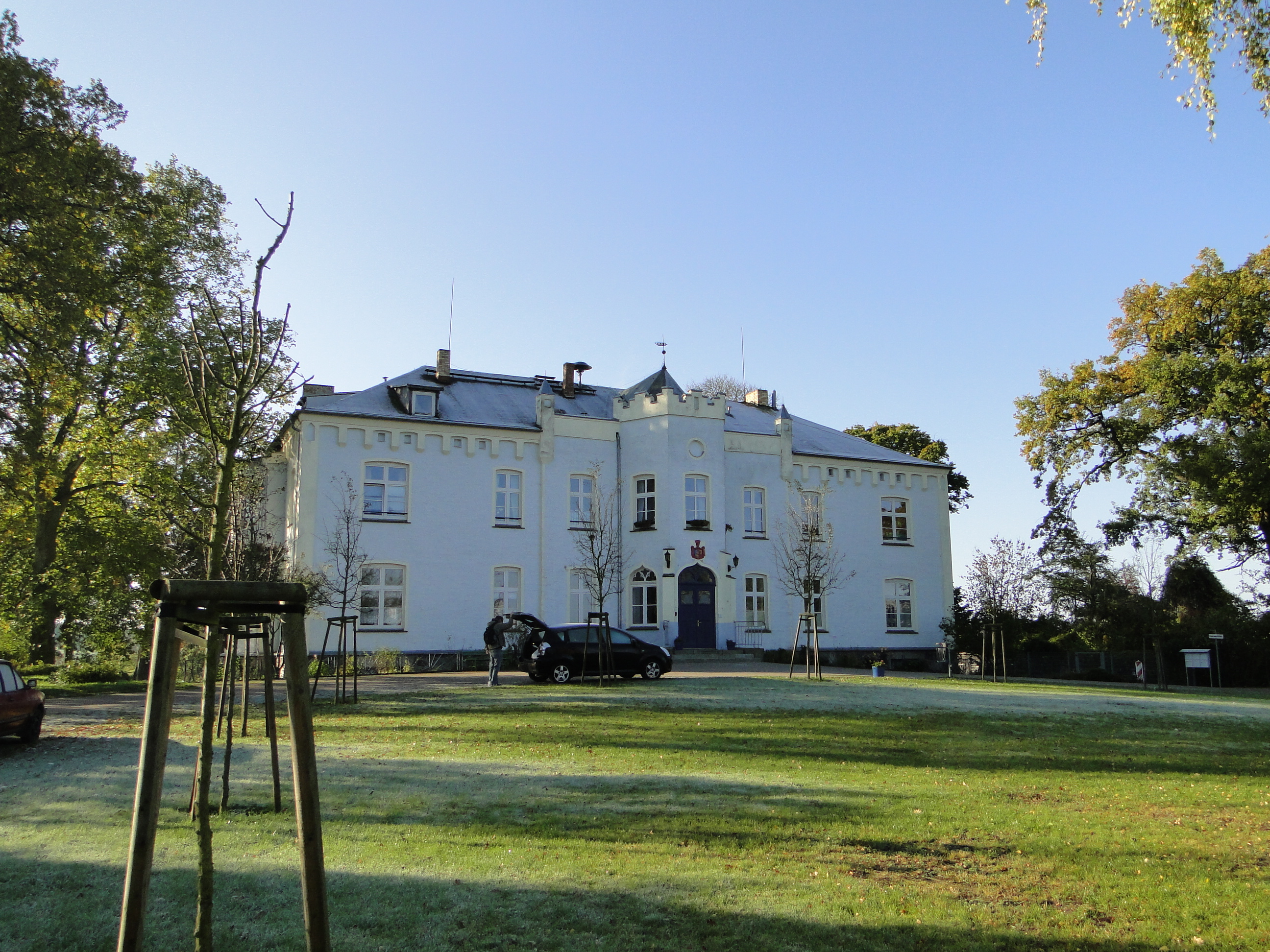
Herrenhaus Krukow

→ Siehe auch Liste der Baudenkmale in Kuckssee
- Gutshaus (Schloss) Krukow: Neogotischer, zweigeschossiger Putzbau von um 1850 mit polygonal hervortretenden Mittelrisalit sowie Wappen der Familie von Maltzan.
- Kirche aus der ersten Hälfte des 18. Jahrhunderts aus Feldstein mit Backstein im Giebel
- Gutsglocke am Wasserturm

### Feuerwehr
Neben einem Kultur- und Sportverein verfügt Krukow über eine Freiwillige Feuerwehr, in der etwa ein Viertel der Einwohner als Mitglieder verzeichnet sind.

### Regelmäßige Veranstaltungen
Durch den Kultur- und Sportverein wird in Krukow ein reichhaltiges kulturelles Leben initiiert, bei dem das Erntefest im September den Höhepunkt des Jahres darstellt.